# زیردریایی کلاس مارچلو
زیردریایی کلاس مارچلو (به انگلیسی: Marcello-class submarine) یک کلاس از زیردریایی است که طول آن ۷۳ متر (۲۳۹ فوت ۶ اینچ) می‌باشد.